# Chaetonotus rafalskii
Chaetonotus rafalskii is een buikharige uit de familie Chaetonotidae. De wetenschappelijke naam van de soort werd in 1979 voor het eerst geldig gepubliceerd door Kisielewski. De soort wordt in het ondergeslacht Captochaetus geplaatst.